# Adrodamaeus pusillus
Adrodamaeus pusillus är en kvalsterart som först beskrevs av Berlese 1910.  Adrodamaeus pusillus ingår i släktet Adrodamaeus och familjen Gymnodamaeidae. Inga underarter finns listade i Catalogue of Life.